# Potpuni kvadrat
Prirodni broj koji je kvadrat drugog prirodnog broja naziva se potpuni kvadrat. Na primjer,
9 je potpuni kvadrat jer je 9=32, dok 8 nije. Općenito, iz osnovnog teorema aritmetike proizlazi da je prirodni broj potpuni kvadrat ako i samo ako mu svi prosti brojevi u rastavu na proste faktore ulaze s parnim eksponentima.
Pojam se primjenjuje i u širim okolnostima: element a prstena A (ili, općenitije,  skupa A na kojemu je definirana operacija množenja) potpuni je kvadrat ako je a=b2 za neki  b iz A. Na primjer, broj 8 nije kvadrat u prstenu cijelih brojeva, ali jest u polju realnih brojeva. Naime, broj √8 je realan i vrijedi 8 = √82.
Svaki broj koji je potpuni kvadrat nužno je pozitivan ili 0, ali obratno općenito ne vrijedi. U polju realnih brojeva potpuni su kvadrati (ili, jednostavno, kvadrati) upravo svi pozitivni brojevi, uključujući 0, dok su u polju kompleksnih brojeva svi brojevi kvadrati.

## Vizualna predodžba kvadriranja prirodnih brojeva
| m = 12 = 1                                                                 |
| m = 22 = 4                                                                 |
| m = 32 = 9                                                                 |
| m = 42 = 16                                                                |
| m = 52 = 25                                                                |
| Napomena: Bjeline između kvadratića su tu radi jasnije vizualne predodžbe. |